# UCI Àsia Tour 2018
L'UCI Àsia Tour 2018 és la catorzena edició de l'UCI Àsia Tour, un dels cinc circuits continentals de ciclisme de la Unió Ciclista Internacional. Està format per 30 proves, organitzades del 27 d'octubre de 2017 al 21 d'octubre de 2018 a Àsia.

## Evolució del calendari

### Octubre 2017
| Data | Cursa          | País            | Cat. | Vencedor     | Equip                         |
| ---- | -------------- | --------------- | ---- | ------------ | ----------------------------- |
| 28-5 | Tour de Hainan | R.P. de la Xina | 2.HC | Jacopo Mosca | Wilier Triestina-Selle Italia |

### Novembre 2017
| Data  | Cursa              | País            | Cat. | Vencedor        | Equip                 |
| ----- | ------------------ | --------------- | ---- | --------------- | --------------------- |
| 8-12  | Tour de Fuzhou     | R.P. de la Xina | 2.1  | Jai Hindley     | Mitchelton Scott      |
| 12    | Volta a Okinawa    | Japó            | 1.2  | Junya Sano      | Matrix Powertag       |
| 18-26 | Volta al Singkarak | Indonèsia       | 2.2  | Khalil Khorshid | Tabriz Shahrdary Team |

### Desembre 2017
| Data | Cursa                | País            | Cat. | Vencedor    | Equip               |
| ---- | -------------------- | --------------- | ---- | ----------- | ------------------- |
| 2-4  | Tour de Quanzhou Bay | R.P. de la Xina | 2.2  | Max Stedman | BIKE Channel Canyon |

### Gener
| Data  | Cursa                              | País                | Cat. | Vencedor          | Equip                        |
| ----- | ---------------------------------- | ------------------- | ---- | ----------------- | ---------------------------- |
| 24-27 | Sharjah International Cycling Tour | Emirats Àrabs Units | 2.1  | Javier Moreno     | Delko-Marseille Provence-KTM |
| 25-28 | Volta a Indonèsia                  | Indonèsia           | 2.1  | Ariya Phounsavath | Thailand Continental         |

### Febrer
| Data  | Cursa         | País                | Cat. | Vencedor        | Equip             |
| ----- | ------------- | ------------------- | ---- | --------------- | ----------------- |
| 6-10  | Tour de Dubai | Emirats Àrabs Units | 2.HC | Elia Viviani    | Quick-Step Floors |
| 13-18 | Tour d'Oman   | Oman                | 2.HC | Alexey Lutsenko | Team Astana       |

### Març
| Data  | Cursa            | País     | Cat. | Vencedor        | Equip                                          |
| ----- | ---------------- | -------- | ---- | --------------- | ---------------------------------------------- |
| 11-15 | Tour de Taïwan   | Taiwan   | 2.1  | Yukiya Arashiro | Bahrain-Merida                                 |
| 18-25 | Tour de Langkawi | Malàisia | 2.HC | Artem Ovechkin  | Terengganu                                     |
| 23-25 | Tour de Tochigi  | Japó     | 2.2  | Michael Potter  | Australian Cycling Academy-Ride Sunshine Coast |

### Abril
| Data  | Cursa             | País      | Cat. | Vencedor        | Equip                 |
| ----- | ----------------- | --------- | ---- | --------------- | --------------------- |
| 1-6   | Tour de Tailàndia | Tailàndia | 2.2  | Benjamin Dyball | St George Continental |
| 13-15 | Tour de Lombok    | Indonèsia | 2.2  | Álvaro Duarte   | Forca-Amskins         |

### Maig
| Data  | Cursa                 | País          | Cat. | Vencedor          | Equip                             |
| ----- | --------------------- | ------------- | ---- | ----------------- | --------------------------------- |
| 4-6   | Sri Lanka T-Cup       | Sri Lanka     | 2.2  | Yasuharu Nakajima | Kinan                             |
| 20-23 | Tour de les Filipines | Filipines     | 2.2  | El Joshua Cariño  | Philppine Navy Standard Insurance |
| 20-27 | Volta al Japó         | Japó          | 2.1  | Marcos García     | Kinan Cycling Team                |
| 30-3  | Tour de Corea         | Corea del Sud | 2.1  | Serghei Tvetcov   | UnitedHealthcare                  |
| 31-3  | Tour de Kumano        | Japó          | 2.2  | Marc de Maar      | Team Ukyo                         |

### Juliol
| Data  | Cursa                 | País            | Cat. | Vencedor       | Equip                 |
| ----- | --------------------- | --------------- | ---- | -------------- | --------------------- |
| 15-28 | Tour del llac Qinghai | R.P. de la Xina | 2.HC | Hernán Aguirre | Manzana Postobón Team |

### Setembre
| Data  | Cursa                        | País            | Cat. | Vencedor         | Equip                           |
| ----- | ---------------------------- | --------------- | ---- | ---------------- | ------------------------------- |
| 3-5   | Tour de Xingtai              | R.P. de la Xina | 2.2  | Damiano Cima     | Nippo-Vini Fantini-Europa Ovini |
| 8-15  | Volta a la Xina I            | R.P. de la Xina | 2.1  | Sebastián Molano | Manzana Postobón                |
| 17-23 | Volta a la Xina II           | R.P. de la Xina | 2.1  | Alejandro Marque | Sporting-Tavira                 |
| 18-21 | Tour de Siak                 | Indonèsia       | 2.2  | Matthew Zenovich | St George Continental           |
| 26-29 | Tour de l'Ijen               | Indonèsia       | 2.2  | Benjamin Dyball  | St George Continental           |
| 29-30 | Tour d'Almati                | Kazakhstan      | 2.2  | Davide Villella  | Team Astana                     |
| 30-5  | Tour de l'Iran - Azerbaïdjan | Iran            | 2.2  | Dmitriy Sokolov  | Team Lokosphinx                 |

### Octubre
| Data | Cursa               | País            | Cat. | Vencedor          | Equip               |
| ---- | ------------------- | --------------- | ---- | ----------------- | ------------------- |
| 6-13 | Volta al llac Taihu | R.P. de la Xina | 2.1  | Boris Vallée      | Wanty-Groupe Gobert |
| 14   | Oita Urban Classic  | Japó            | 1.2  | Masahiro Ishigami | AVC Aix-en-Provence |
| 14   | Hammer Hong Kong    | Hong Kong       | 1.1  | Mitchelton-Scott  | Mitchelton-Scott    |
| 21   | Japan Cup           | Japó            | 1.HC | Robert Power      | Mitchelton-Scott    |

## Classificacions
- Font:[1] · [2]

| #  | Ciclista                 | País                  | Pts    |
| 1  | Alexey Lutsenko          | Team Astana           | 655    |
| 2  | Benjamin Dyball          | St George Continental | 517    |
| 3  | Artem Ovechkin           | Team Terengganu       | 372    |
| 4  | Fumiyuki Beppu           | Trek-Segafredo        | 481,67 |
| 5  | Thomas Lebas             | Kinan Cycling Team    | 339    |
| 6  | Hernán Aguirre           | Manzana Postobón      | 285    |
| 7  | Peerapol Chawchiangkwang | Thailand Continental  | 267    |
| 8  | Yousif Mirza             | UAE Team Emirates     | 262,17 |
| 9  | Elia Viviani             | Quick-Step Floors     | 255    |
| 10 | Benjamín Prades          | Team Ukyo             | 253    |

| #  | Equip                           | País   | Pts |
| 1  | Kinan                           | 976    |     |
| 2  | HKSI                            | 945,02 |     |
| 3  | Ukyo                            | 902,67 |     |
| 4  | Terengganu                      | 824    |     |
| 5  | Wilier Triestina-Selle Italia   | 816    |     |
| 6  | Thailand Continental            | 814    |     |
| 7  | St George Continental           | 784    |     |
| 8  | Manzana Postobón                | 728    |     |
| 9  | Nippo-Vini Fantini-Europa Ovini | 582    |     |
| 10 | Israel Cycling Academy          | 503,71 |     |

| #  | País            | Pts      |
| 1  | Kazakhstan      | 1.611,25 |
| 2  | Japó            | 1.581,73 |
| 3  | Hong Kong       | 945,02   |
| 4  | Corea del Sud   | 721      |
| 5  | Tailàndia       | 695      |
| 6  | Iran            | 688      |
| 7  | Mongòlia        | 564      |
| 8  | R.P. de la Xina | 447,8    |
| 9  | Indonèsia       | 408      |
| 10 | Singapur        | 302      |

| #  | País            | Pts    |
| 1  | Kazakhstan      | 551    |
| 2  | Japó            | 503,67 |
| 3  | Hong Kong       | 395,67 |
| 4  | Mongòlia        | 331    |
| 5  | Corea del Sud   | 187    |
| 6  | Iran            | 185    |
| 7  | Singapur        | 156    |
| 8  | R.P. de la Xina | 111    |
| 9  | Tailàndia       | 98     |
| 10 | Malàisia        | 96     |